# Nissa Rugby
Cet article concerne un club de rugby situé à Nice, et en particulier son équipe masculine. Pour son équipe féminine, voir Nissa Rugby (féminines).
Ne doit pas être confondu avec le Racing Rugby Club de Nice, club disparu en 2001, ou le Rugby Nice Côte d'Azur, club créé en 2001 et disparu en 2012.
Maillots
Actualités
Le Nissa Rugby, anciennement appelé Stade niçois rugby, est un club français de rugby à XV basé à Nice.
Il est créé en 2012 à la suite de la disparition du Rugby Nice Côte d'Azur, ayant lui-même « succédé » au Racing Rugby Club de Nice, club historique de la ville, actif de 1912 à 2001.
Il évolue pour la saison 2025-2026 en Nationale.

## Histoire

### Débuts du rugby à Nice
Le club historique niçois, le Racing Rugby Club de Nice, est créé en 1912. Il est placé en liquidation judiciaire en janvier 2001
En juin 2012, le Rugby Nice Côte d'Azur est également placé en liquidation judiciaire.

### 2012: création du Stade niçois
Le rugby niçois renaît alors sous une nouvelle identité, le Stade niçois rugby, et sous de nouvelles couleurs rouge, blanche et noire.
Il évolue pour la saison 2012-2013 en fédérale 3 poule 9. Deuxième de sa poule à l'issue de la saison régulière, le Stade niçois se qualifie avec Berre-l'Étang (1er), Bastia (3e) et La Valette (4e) pour les 32e de finale de la compétition, puis atteint les 16e de finale en éliminant le Rugby olympique lunellois (victoire 23-18 à Lunel et défaite 9-10 à domicile). Le Stade ne parvient pas à se défaire du Rugby Club Nîmes Gard (défaite 23-28 à domicile et défaite 0-14 à Nîmes) et échoue donc à une marche de l'accession en Fédérale 2.
Lors de la saison 2013-2014, le Stade évolue dans la poule 10 de Fédérale 3.
Le club termine la phase régulière en 2e position derrière Aubagne. Il obtient le droit de participer aux phases finales. Après avoir affronté la rude équipe d'Ampuis, le SNR doit s'extirper des griffes d'une équipe connue, puisque les deux clubs étaient dans la même poule : Martigues. Cette fois-ci, Nice décroche l'objectif de la saison : le ticket pour la Fédérale 2. Le club va poursuivre sa saison contre le RC Aubagne en huitième de finale. Dans le même temps, l'équipe réserve fait un excellent parcours. En effet, la réserve perdra le titre d'Excellence B contre le club du Stade olympique voironnais.
Le club joue en Fédérale 2 en 2018 puis monte en Fédérale 1 l'année suivante lors de la saison 2019.
‌

### Intégration en Nationale (2020)
Lors de la saison 2020-2021, le Stade niçois intègre le nouveau championnat de France de Nationale.
Nice se renforce en recrutant notamment l'international uruguayen Agustín Ormaechea, l'international sud-africain Lionel Mapoe ou encore le retour au club de Julien Caminati en provenance de l'Union sportive montalbanaise.
Après une première place en saison régulière, les Niçois échouent de peu en demi-finale à domicile contre le Racing Club narbonnais (9-12).
David Bolgashvili intègre dans son staff Sébastien Bruno. Nice recrute aussi notamment la première ligne Nika Neparidze, Badri Alkhazashvili et James Johnston, le demi de mêlée Hugo Verdu et l'ouvreur Dorian Jones.

### Champion de France de Nationale et accession en Pro D2 (2024)
Lors de la saison 2023-2024, Nice notamment renforcé avec le retour de Yann Tivoli et l'arrivée de Tom Murday, devient champion de France de Nationale en battant en finale Narbonne (39-30) au Chambéry Savoie Stadium.
Nice signe sa toute première victoire en Pro D2 sur le terrain du SU Agen lors de la deuxième journée du championnat. Malgré tout le club ne parvient pas à se maintenir et descend en Nationale. À la suite de cette relégation, le Stade niçois change de nom et de logo le 1er juillet 2025 devenant ainsi le Nissa Rugby.

## Identité visuelle

### Couleurs et maillots
Les couleurs du Nissa Rugby sont le rouge et le noir.
Lors de la seconde moitié de la saison 2022-2023, le Stade niçois adopte les couleurs azur et or pour son maillot extérieur afin de célébrer les 40 ans de la finale de championnat de France disputée par le Racing Rugby Club de Nice.

### Logo
L'aigle rouge représenté sur le blason du club est l'un des symboles les plus anciens de la ville de Nice, il apparaît peu après 1430 dans les statuts octroyés par le duc de Savoie Amédée VIII à la ville.

Évolution du logo
Logo de 2012 à 2013.
Logo de 2013 à 2020.
Logo de 2020 à 2025.
Logo instauré en 2025.

## Palmarès

### Détail du palmarès
| Compétitions nationales                                  | Compétitions de jeunes                        |
| -------------------------------------------------------- | --------------------------------------------- |
| Championnat de France de Nationale - Champion (1) : 2024 | Coupe Jules-Balandrade - Finaliste (1) : 2014 |

### Finales disputées
| Date de la finale | Vainqueur    | Score   | Finaliste   | Lieu de la finale                 | Spectateurs |
| ----------------- | ------------ | ------- | ----------- | --------------------------------- | ----------- |
| 18 mai 2024       | Stade niçois | 39 - 30 | RC Narbonne | Chambéry Savoie Stadium, Chambéry | 4 000       |

## Personnalités du club

### Joueurs emblématiques

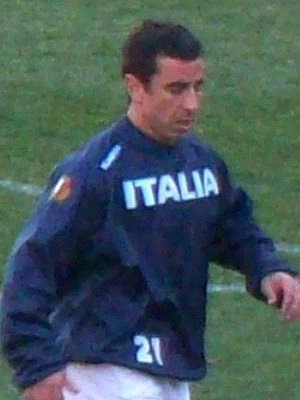
Luciano Orquera
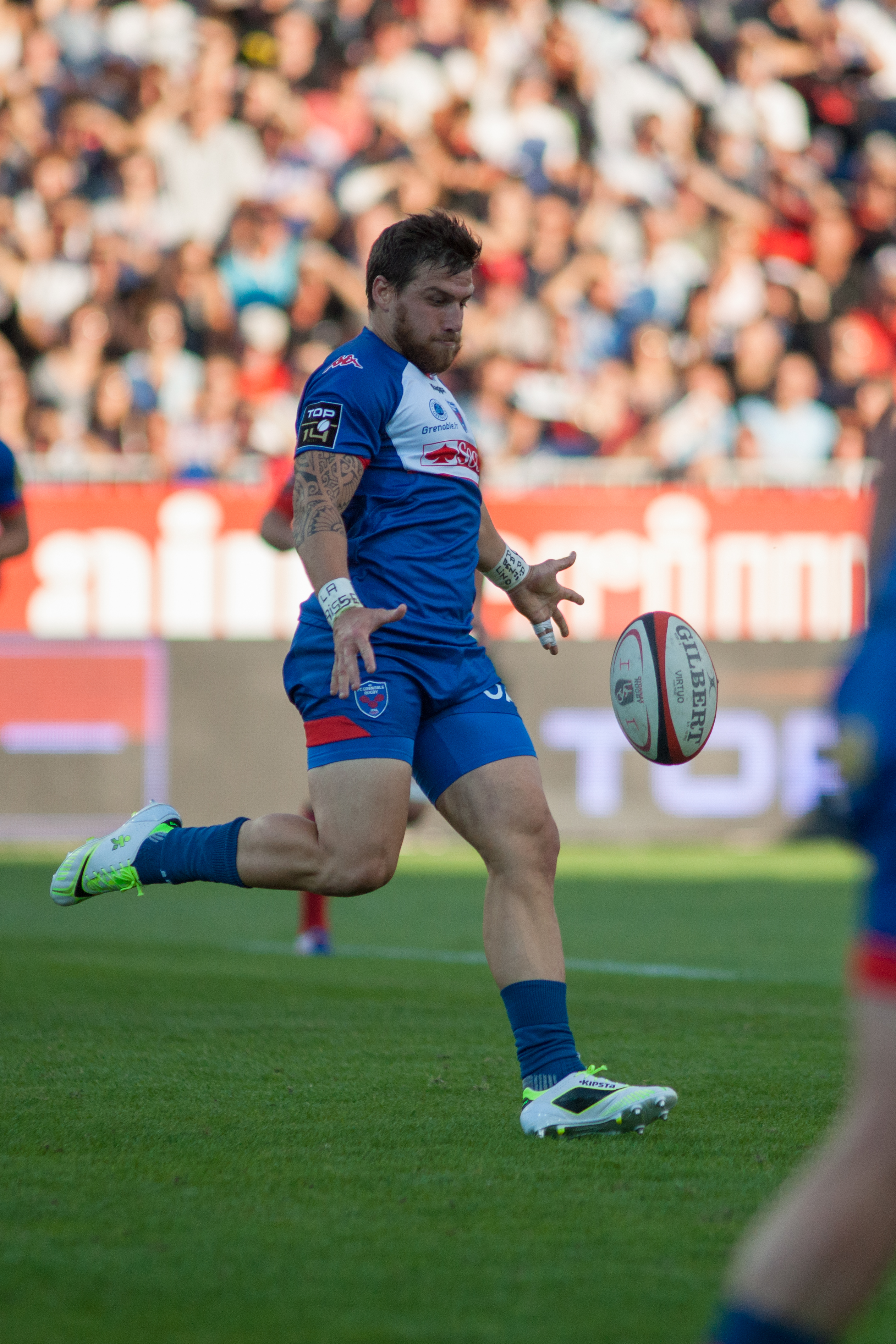
Julien Caminati
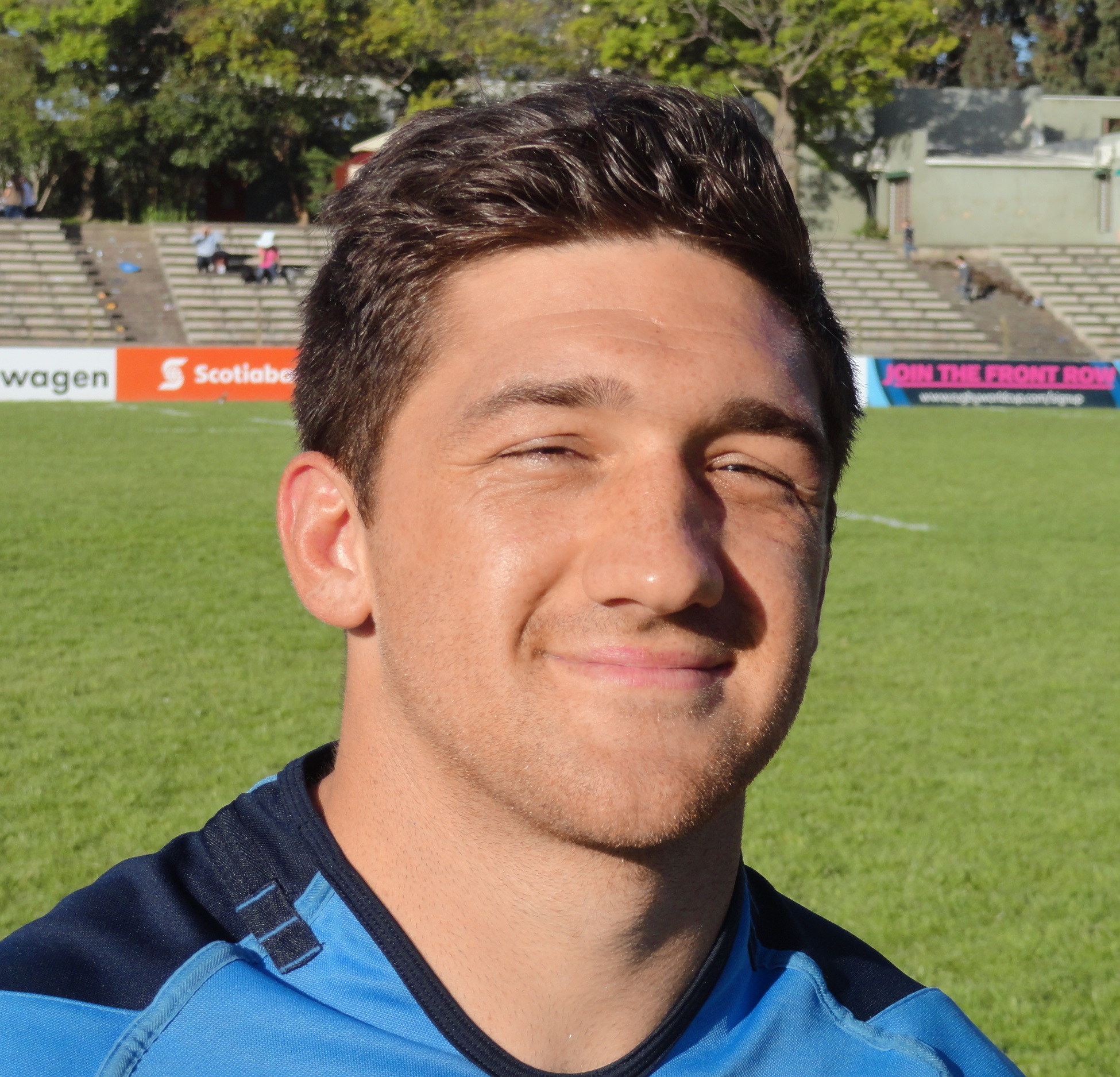
Agustín Ormaechea
- Lionel Mapoe

- Luciano Orquera
- Julien Caminati
- Agustín Ormaechea

### Joueurs formés au club sacrés champions du monde des moins de20 ans
- Antoine Zeghdar (2019)

### Effectif 2025-2026
Nissa Rugby, connu sous le nom de Stade niçois entre 2012 et 2025, entame un nouveau cycle au début de la saison 2025-2026 de Nationale, avec la deuxième année de présidence de Jean-Baptiste Aldigé. Matthew Clarkin est nommé directeur sportif, tandis que la direction de l'équipe première est confiée à l'entraîneur gallois Gareth Baber (en). Le club enregistre plusieurs recrues de premier plan, parmi lesquelles Waisea Nayacalevu, Guillaume Rouet et Owen Williams.
| Nom                      | Naissance         | Nationalité sportive | International | Dernier club          | Arrivée au club |
| Talonneurs               | Talonneurs        | Talonneurs           | Talonneurs    | Talonneurs            | Talonneurs      |
| ------------------------ | ----------------- | -------------------- | ------------- | --------------------- | --------------- |
| Sione Anga'aelangi       | 7 novembre 1988   | Tonga                |               | US bressane           | 2023            |
| Rayne Barka              | 5 février 1999    | Algérie              |               | Soyaux Angoulême XV   | 2025            |
| Léo Chauvin              | 25 juin 2004      | France               | -             | Union Bordeaux Bègles | 2025            |
| Pat Leafa (en)           | 16 mars 1989      | Nouvelle-Zélande     | -             | RC Vannes             | 2025            |
| Pierre Strippoli         | 3 juillet 2001    | France               | -             | Rennes EC             | 2023            |
| Piliers                  |                   |                      |               |                       |                 |
| Nicolás Ciancio          | 7 septembre 2001  | Argentine            | -             | USA Perpignan         | 2022            |
| Facundo Gigena           | 15 septembre 1994 | Argentine            |               | Section paloise       | 2024            |
| Fabio Gonzalez           | 9 mai 2000        | France               | -             | RC Toulon             | 2024            |
| Vazha Kapanadze (en)     | 15 janvier 1995   | Géorgie              | -             | US bressane           | 2025            |
| Jules Martinez           | 3 décembre 1997   | France               | -             | US Carcassonne        | 2023            |
| Farai Mudariki           | 13 février 1995   | Zimbabwe             |               | USON Nevers           | 2025            |
| Luvuyo Pupuma            | 16 octobre 1992   | Afrique du Sud       | -             | Rennes EC             | 2023            |
| Hayden Thompson-Stringer | 29 décembre 1994  | Angleterre           | -             | Provence Rugby        | 2025            |
| Deuxièmes lignes         |                   |                      |               |                       |                 |
| Clément Chartier         | 11 mars 1994      | France               | -             | Provence Rugby        | 2024            |
| Martin Freytes           | 11 janvier 1992   | Argentine            | -             | RC Narbonne           | 2020            |
| Adrian Moțoc             | 11 juillet 1996   | Roumanie             |               | Biarritz olympique    | 2025            |
| Tom Murday (en)          | 27 avril 1989     | Australie            | -             | Oyonnax Rugby         | 2023            |
| Thibaud Rey              | 20 juin 1992      | France               | -             | Stade montois         | 2021            |
| Josh Tyrell              | 16 octobre 1990   | Samoa                |               | Provence Rugby        | 2025            |
| Christiaan van der Merwe | 9 septembre 1996  | Afrique du Sud       | -             | RC Vannes             | 2025            |
| Troisièmes lignes        |                   |                      |               |                       |                 |
| Bastien Berenguel        | 18 janvier 1994   | France               | -             | RC Suresnes           | 2023            |
| Masivesi Dakuwaqa        | 14 février 1994   | Fidji                |               | CA Périgueux          | 2025            |
| Enzo Labadie             | 20 janvier 2001   | France               | -             | Anglet ORC            | 2025            |
| Kylian Laurans           | 11 mai 2004       | France               | -             | Stade laurentin rugby | 2017            |
| Hugo Sarrasin            | 25 février 2003   | France               | -             | ASM Clermont          | 2024            |
| Bilel Taieb              | 27 janvier 1993   | Tunisie              |               | Provence Rugby        | 2025            |
| Jordan Taufua            | 29 janvier 1992   | Samoa                |               | Lyon OU               | 2024            |
| Arthur Vignolles         | 23 juin 1999      | France               | -             | RC Suresnes           | 2022            |
| Demis de mêlée           |                   |                      |               |                       |                 |
| Jules Gimbert            | 2 mars 1998       | France               | -             | Union Bordeaux Bègles | 2025            |
| Guillaume Rouet          | 13 août 1988      | Espagne              |               | Aviron bayonnais      | 2025            |
| Demis d'ouverture        |                   |                      |               |                       |                 |
| Flavio Asquini           | 3 septembre 2005  | France               | -             | Formé au club         | 2019            |
| Massimo Ortolan          | 13 octobre 1998   | France               | -             | RC Vannes             | 2025            |
| Owen Williams            | 27 février 1992   | Pays de Galles       |               | Ospreys               | 2025            |
| Centres                  |                   |                      |               |                       |                 |
| Jean-Pascal Barraque     | 24 avril 1991     | France               | -             | USA Perpignan         | 2025            |
| Baptiste Lafond          | 23 mai 1998       | France               | -             | SU Agen               | 2023            |
| Waisea Nayacalevu        | 26 juin 1990      | Fidji                |               | Ospreys               | 2025            |
| Christa Powell           | 21 janvier 1997   | Fidji                | -             | Montpellier HR        | 2025            |
| Atila Septar             | 2 juin 1996       | Roumanie             |               | Provence Rugby        | 2025            |
| Ailiers                  |                   |                      |               |                       |                 |
| Arthur Duhau             | 9 août 1997       | France               | -             | Sans club             | 2025            |
| Clément Egiziano         | 23 décembre 2001  | France               | -             | US Carcassonne        | 2025            |
| Inoke Nalaga             | 7 juin 2000       | Fidji                | -             | Blagnac Rugby         | 2025            |
| Arrières                 |                   |                      |               |                       |                 |
| David Odiete             | 24 février 1993   | Italie               |               | Stade dijonnais       | 2022            |

### Entraîneurs

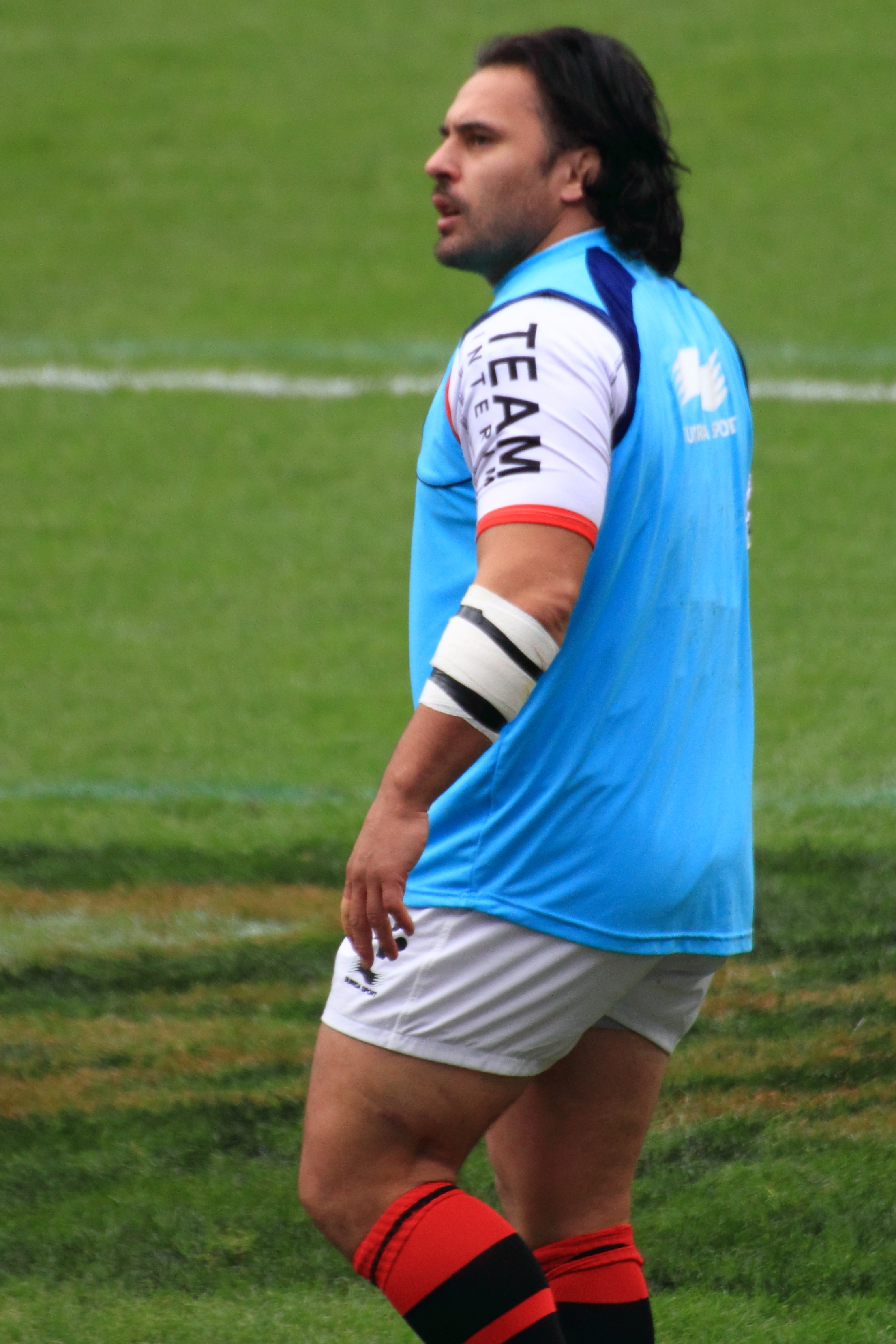
Sébastien Bruno

| Saisons   | Entraîneur(s)                                          | Adjoint(s)                                                       | Titre(s)                                   |
| --------- | ------------------------------------------------------ | ---------------------------------------------------------------- | ------------------------------------------ |
| 2012-2014 | Grégory Baldacchino                                    | Florian Beguine (arrières)                                       |                                            |
| 2014-2016 | Gilbert Doucet                                         | Ludovic Chambriard (arrières) et Jean-François Depresle (avants) |                                            |
| 2016-2018 | David Bolgashvili (manager)                            | Nicolas Bonnet (arrières)                                        |                                            |
| 2018-2021 | David Bolgashvili (manager)                            | Martin Jágr (arrières) et Anthony Vigna (mêlée)                  |                                            |
| 2021-2022 | David Bolgashvili (manager)                            | Sébastien Bruno (avants) et Yannick Osmond (arrières)            |                                            |
| 2022-2023 | Arnaud Vercryusse (avants) Alexandre Compan (arrières) |                                                                  |                                            |
| 2023      | Alexandre Compan                                       | Sébastien Bruno (adjoint)                                        |                                            |
| 2023-2024 | Alexandre Compan                                       | Mariano Taverna (adjoint)                                        | Vainqueur du Championnat de Nationale 2024 |
| 2024-2025 | Alexandre Compan                                       | Mariano Taverna (avants) et Guillaume Cazanave (arrières)        |                                            |
| 2025-     | Gareth Baber                                           | Barry Maddocks (arrières) et Emiliano Bergamaschi (avants)       |                                            |

### Présidents
- 2012-2015 :  Tony Catoni
- 2015-2020 :  Patrice Prévôt
- 2020-2024 :  Régis Brandinelli
- 2024- :  Jean-Baptiste Aldigé

## Évolution du budget
| Saison | 2024-2025 |
| Budget | 6,5 M€    |

## Infrasturctures

### Stade
Le Stade niçois évolue au stade Marcel-Volot, connu jusqu'en 2024 en tant que stade des Arboras, une enceinte de 3 000 places.